# Карачокрак
Карачокра́к — річка в Україні, ліва притока Дніпра (басейн Чорного моря), у межах Пологівського та Василівського районах Запорізької області.

## Опис
Довжина річки 34 км. Долина порівняно глибока, з пологими схилами, порізана балками. Річище помірно звивисте (в пониззі більш звивисте), влітку у верхній течії пересихає. Споруджено декілька ставів.
12 липня 2025 року МіГ-29 Збройних сил України двома високоточними авіабомбами GBU-62 (з JDAM-ER) знищив автомобільний міст через річку Карачокрак у тимчасово окупованій Василівці російськими загарбниками. Автомобільний міст був ключовою ланкою постачання окупаційного угруповання та активізації штурмових дій біля села Кам'янське. Авіаудар став можливим після знищення систем ППО РФ, зокрема ЗРК «Бук».

## Географічне розташування
Річка Карачокрак бере початок на сході від села Новогорівки. Тече переважно на північний захід, місцями — на захід. Карачокрак впадає у річку Дніпро (Каховське водосховище), біля північної околиці міста Василівки.

## Екологія
В ході повномасштабного російського вторгнення в Україну та внаслідок регулярних обстрілів російськими окупантами, пошкоджені каналізаційні очисні споруди, які приймають стоки місто Василівка та селище Степногірськ Василівського району. У зв'язку з цим каналізаційні стоки без очищення скидаються до річки Карачокрак і надалі потрапляють у Дніпро.

## Притоки
- Леліхова, Зенева (праві).